# Autoestrada A15
La A15 o Autostrada Atlantica è un'autostrada portoghese, che collega la città di Santarém con la città di Caldas da Rainha, collegando la sottoregione Lezíria do Tejo, situata nella regione dell'Alentejo, con la sottoregione di Oeste, situata nella regione centrale, con una lunghezza totale di 40,2 km.
La A15 è stata costruita in due fasi. Il primo tratto è stato inaugurato nel 1995: si trattava di un collegamento di 4 km tra l'allora IC1 (attuale A8) a Caldas da Rainha e la N115 a A-dos-Negros/Gaeiras. Questo tratto è stato costruito dalla Junta Autónoma de Estradas ed era considerato un'autostrada con un profilo autostradale (senza pedaggio), essendo numerato come IP6. Nel settembre 1996 il governo portoghese ha proceduto con l'avvio della concessione Ovest, una concessione di 30 anni. Il futuro concessionario sarebbe incaricato di costruire un'autostrada a pedaggio tra A-dos-Negros/Gaeiras e Santarém e dovrebbe garantire la manutenzione del tratto già esistente (tra Caldas da Rainha e A-dos-Negros/Gaeiras), che verrebbe integrato nella nuova autostrada. 
Come già accennato, la A15 è in concessione ad Auto-estradas do Atlântico, nell'ambito della concessione Ovest, concessione che termina nel 2028. La A15 è un'autostrada a pedaggio: tra A-dos-Negros e Santarém tutto il traffico paga un pedaggio, mentre tra Caldas da Rainha e A-dos-Negros non ci sono pedaggi per il traffico locale. Nel 2018, un percorso tra Caldas da Rainha e Santarém costava 3,90 € in classe 1.
Dalla sua apertura, la A15 è stata un'autostrada poco trafficata: nel 2010 circolavano in media 5.611 veicoli al giorno.